# Nemesbőd
Nemesbőd é um município da Hungria, situado no condado de Vas. Tem 9,14 km² de área e sua população em 2015 foi estimada em 623 habitantes.